# Prăjitorul de pâine
Prăjitorul de pâine este un film românesc din 2015 regizat de Cristian Pop. Rolurile principale au fost interpretate de actorii Vasile Onica, Dragoș Olaru.

## Distribuție
Distribuția filmului este alcătuită din:
- Vasile Onică
- Dragoș Olaru